# Трунко
Трунко е криптид обитаващ, според очевидците, бреговете на Южна Африка.
Първото известно ни наблюдение е от 25 октомври 1924, когато съществото е забелязано да се бори с две косатки, като трите животни скачали над водата и трунко използвал опашката си за да отблъсне китовете убийци. Тази информация заедно с картина на Бил Асмусен се появява в Daily Mail на 29 октомври същата година.
Съществото е оприличено на „кръстоска“ между кит и полярна мечка и имало огромни размери.
За Трунко по-късно Карл Шукер пише в книгата си The Unexplained. Той счита, че това същество е напълно възможно да съществува, като според именития криптозоолог това е вид, непознат на науката, кит.